# Maria Turnau-Morawska
Maria Turnau-Morawska (ur. 28 maja 1899, zm. 28 sierpnia 1980) – polska geolożka i petrografka. Profesor Uniwersytetu Marii Curie-Skłodowskiej w Lublinie i Uniwersytetu Warszawskiego.

## Życiorys
Była jedną z sześciorga dzieci Jerzego Turnaua, ziemianina, założyciela tzw. Kursów Ziemiańskich we Lwowie, i Heleny z Hochbergerów, córki lwowskiego architekta. Po zdaniu eksternistycznej matury (klasztorna szkoła sióstr niepokalanek nie miała praw publicznych), w latach 1923–1928 studiowała fizykę i chemię na Uniwersytecie Jana Kazimierza we Lwowie; pod koniec studiów zainteresowała się petrografią. W roku 1928 uzyskała dyplom nauczyciela fizyki i chemii w szkołach średnich, a w roku 1929 stopień doktora filozofii na podstawie pracy Dewon okolic Pełczy na Wołyniu, wówczas prekursorskiej w przedmiocie skał niekrystalicznych. Promotorem był Julian Tokarski.
W roku 1933 poślubiła Henryka Morawskiego. Macierzyństwo, potem II wojna światowa na wiele lat przerwały jej działalność naukową. Po wojnie przez krótki czas uczyła w gimnazjum, potem pracowała na Uniwersytecie Jagiellońskim. W październiku 1945 roku została powołana na stanowisko zastępcy profesora przy Katedrze Mineralogii i Petrografii Uniwersytetu Marii Curie-Skłodowskiej w Lublinie. Habilitowała się na Uniwersytecie Jagiellońskim w roku 1946 na podstawie pracy dotyczącej mikroskopowego opisu skał trzonu krystalicznego Tatr. Tytuł profesora nadzwyczajnego uzyskała w roku 1948, profesora zwyczajnego w roku 1960. Od roku 1951 była związana z Uniwersytetem Warszawskim, gdzie pracowała najpierw jako Kierownik Katedry Mineralogii i Petrografii, a następnie Zakładu Petrografii Skał Osadowych na nowo zorganizowanym Wydziale Geologii. Przeszła na emeryturę w roku 1965, lecz pracowała naukowo niemal do końca życia (ostatnia publikacja w 1978 roku). Maria Turnau-Morawska miała również uzdolnienia literackie, była autorką wielu dowcipnych okolicznościowych wierszy. Była też poliglotką: w dzieciństwie opanowała francuski i niemiecki, sama nauczyła się angielskiego – i to tak dobrze, że w konkursie ogłoszonym w amerykańskim piśmie „Perspective” (July-August 1975) otrzymała pierwszą nagrodę za tłumaczenie na angielski wiersza Ignacego Krasickiego (tytuł The repentant wolf).

## Działalność naukowa
Działalność naukowa Marii Turnau-Morawskiej koncentrowała się głównie na petrografii skał osadowych. Była w tej dziedzinie autorytetem, uważana jest za współtwórczynię tej specjalności naukowej w Polsce. Między innymi opracowała metodę zastosowania ilościowej analizy mikroskopowej skał dla ustalenia ich składu chemicznego. Ustalona przez nią prawidłowość, zwana regułą Turnau-Morawskiej stała się jednym z kanonów badań petrograficznych i trafiła do podręczników petrografii i metodycznych. Jej dorobek obejmuje kilkadziesiąt oryginalnych prac naukowych. Szczególne znaczenie mają publikacje na temat materiału okruchowego skał osadowych, ich składu, struktury i pochodzenia. Należą do nich przede wszystkim pionierskie rozprawy geologiczno-petrograficzne o kajprze tatrzańskim i zlepieńcu koperszadzkim. Maria Turnau-Morawska wykazała, że badania petrograficzne prowadzą do bardzo ważnych w geologii wniosków na temat paleogeografii i charakterystyki środowisk sedymentacji.
Maria Turnau-Morawska jest autorką lub współautorką szeregu podręczników akademickich, wśród których Petrografia Skał Osadowych stanowi do dziś kompendium rozpoznań składu i genezy klastycznych skał osadowych w Polsce. Członkini Polskiego Towarzystwa Geologicznego.